# Дъвка за балончета
„Дъвка за балончета“ е български игрален филм от 2017 година на режисьора Станислав Тодоров-Роги. Сценаристи са Теодора Маркова, Георги Иванов, Невена Кертова, Тео Чепилов, а оператор е Владимир Михайлов. Музиката е на Калин Николов.
Песни: „Стоп“ (музика: Георги Георгиев, текст: Свилен Ноев, изпълнява група „Остава“) и „От понеделник - няма шега“ (музика: братя Аргирови, текст: Александър Петров, изпълняват: братя Аргирови)

## Сюжет
Внимание:  Текстът по-долу разкрива сюжета на произведението (или части от него)!
Филмът проследява Калин и Биляна, чието детство преминава с червена връзка, дърпане на плитки и игра на фунийки, свити от Некерман. Те са част от щура приятелска група, която всеки ден се забърква в ново приключение. Животът обаче ги разделя и двата поемат по различни пътища. 25 години по-късно той (Иван Юруков) е рекламен директор, а тя (Теодора Духовникова) – авантюристка в търсене на следващата си дестинация, но една случайна среща извиква обратно първата любов и детските обещания. Дотук без изненади, обаче паралелът между детството от 80-те и днешния ден успява да заплете сполучливи майтапи с шепа драматизъм и носталгия по миналото без излишна захар .

## Актьорски състав
| Роля                  | Изпълнител           |
| --------------------- | -------------------- |
| Калин                 | Иван Юруков          |
| Биляна                | Теодора Духовникова  |
| Бени                  | Жорета Николова      |
| Наталия               | Диана Димитрова      |
| Мая                   | Искра Донова         |
| Мони                  | Димитър Живков       |
| Божидар               | Борис Георгиев       |
| Борис - дете          | Андреа Захариев      |
| Биляна - дете         | Аглея Гумнерова      |
| Мони - дете           | Калоян Лалов         |
| Божидар - дете        | Валентин Александров |
| Терзийски             | Малин Кръстев        |
| класната              | Илиана Тимева        |
| учителката            | Анна Симова          |
| Бобев                 | Цветан Даскалов      |
| майката на Калин      | Анна Станчева        |
| бащата на Калин       | Васил Ряхов          |
| майката на Биляна     | Мариана Жикич        |
| бащата на Биляна      | Цветелин Павлов      |
| продавачката с цигара | Добриела Попова      |
| мениджър              | Атанас Михайлов      |
| Ася                   | Симона Халачева      |
| Христо                | Владимир Зомбори     |
| съсед                 | Николай Върбанов     |
| банкер 1              | Любомир Ковачев      |
| банкер 2              | Даниел Ангелов       |
| главен готвач         | Петър Николов        |
| съседка               | Вяра Табакова        |
| диджей                | Васко Громков        |
| барманката            | Кристиана Марашева   |
| секретарката          | Дайана Рашкова       |
| жена стрелбище        | Татяна Шехтанова     |
| Ганев                 | Валентин Ганев       |

## Участия
- Участва в програмата на юбилейното издание на Международния филмов фестивал в (Луизвил, САЩ)

## Награди
- Награда за най-добър сценарии на 35-и фестивал на „Златна роза“ (Варна, 2017)[2]